# Десантовместимость

Британский танк «Крусейдер» покидает борт танкодесантного корабля TLS 124

Десантовместимость (десантного корабля) — одна из основных тактико-технических характеристик десантно-транспортного корабля; выражается количеством личного состава, военной техники и других грузов, которые могут быть приняты на борт.
Как правило, десантовместимость кораблей составляет штатную численность воинского подразделения (батальон, рота, взвод) с табельным вооружением и приданными средствами усиления. Десантовместимость десантно-высадочных средств может варьироваться в широких пределах в зависимости от удаления от района высадки и количества принимаемого топлива.